# Herrenhaus Lieben
Das Herrenhaus Lieben (polnisch Pałac w Lubieniu) ist ein ehemaliges Herrenhaus im polnischen Lubień in der Gmina Ośno Lubuskie.

## Geschichte
Wie viele Güter im historischen Weststernberg wechselte der Besitz häufig. Besitzer zwischen dem 15. und dem 19. Jahrhundert waren die von Rotz oder Rotsch, die Schlabendorff und die von Selchow. Im Jahr 1801 wurden die von Zülow Besitzer, 1816 Heinrich von Sprenger. Zu Beginn des 20. Jahrhunderts waren die Neumanns Eigentümer.

## Bauwerk
Der zweigeschossige, neunachsige Bau hat eine glatt verputzte Fassade mit Gurtgesims. Der Mittelteil ist durch drei Segmentbogenfenster im Erdgeschoss und dem ersten Obergeschoss betont. Das Walmdach trug ursprünglich Fledermausgauben. Bemerkenswert ist der Turmanbau an nordöstlichen Längsseite des Baus.